# قرار مجلس الأمن التابع للأمم المتحدة رقم 1511
قرار مجلس الأمن التابع للأمم المتحدة رقم 1511، المتخذ بالإجماع في 16 أكتوبر / تشرين الأول 2003، بعد إعادة التأكيد على القرارات السابقة بشأن العراق، ولا سيما القرارات 1483 (2003) و1500 (2003) و1373 (2001) بشأن الإرهاب. المجلس الدول على المساهمة في تشكيل قوة متعددة الجنسيات للحفاظ على الأمن ودعا إلى إعادة السلطة إلى الشعب العراقي في أسرع وقت ممكن.
خلال المناقشات التي سبقت اعتماد القرار، عُرض على أعضاء المجلس خيار إنهاء الاحتلال عاجلاً أو الموافقة على احتلال أطول مؤقتًا؛ في نهاية المطاف اختاروا الخيار الأخير، حيث سمحوا فعليًا بالوجود الدولي في العراق. أعدت مسودة القرار الولايات المتحدة وشاركت في تقديمه الكاميرون وإسبانيا والمملكة المتحدة.

## القرار

### أعمال
وشدد المجلس، بموجب الفصل السابع من ميثاق الأمم المتحدة، على الطابع المؤقت لسلطة الائتلاف المؤقتة ورحب بالاستجابة الإيجابية للمجتمع الدولي لإنشاء مجلس الحكم. وأيد جهود مجلس الحكم لتعبئة الشعب العراقي وقرر أن المجلس ووزرائه هم الهيئات الرئيسية للإدارة العراقية المؤقتة التي تجسد السيادة العراقية. وفي هذا الصدد، طُلب من السلطة المؤقتة إعادة السلطة إلى الشعب العراقي في أقرب وقت ممكن عمليًا، بينما طُلب من مجلس الحكم تقديم جدول زمني لصياغة دستور جديد وإجراء انتخابات. وجدد التأكيد على دور الأمم المتحدة في البلاد، من خلال بعثة الأمم المتحدة لمساعدة العراق وتقديم المساعدة الإنسانية وإعادة الإعمار الاقتصادي، وطُلب من الأمين العام كوفي عنان تقديم أي موارد يطلبها مجلس الحكم.
بالإضافة إلى ذلك، أجاز القرار إنشاء قوة متعددة الجنسيات للمساهمة في تحقيق الأمن والاستقرار في العراق من خلال حماية البنية التحتية للأمم المتحدة والإنسانية والعراقية. طُلبت مساهمات دولية للقوة الدولية وسيقوم مجلس الأمن بمراجعة البعثة في غضون عام من اتخاذ القرار الحالي، بينما تم توجيه الولايات المتحدة، التي تعمل نيابة عن القوة، بتقديم تقرير كل ستة أشهر عن التقدم المحرز؛ والقليل من الإشراف على أنشطة القوة. وأكد المجلس أهمية إنشاء قوات شرطة وأمن عراقية فاعلة، وأدان الهجمات الإرهابية التي شهدتها البلاد، وأعرب عن تعازيه لأسر الضحايا والشعب العراقي.
ناشد الجزء الأخير من القرار 1511 جميع البلدان، داعياً إياها إلى منع عبور الإرهابيين أو التمويل ذي الصلة إلى العراق. وقد تطلب المزيد من المساعدة للشعب العراقي في إعادة بناء وتنمية اقتصاده والبنية التحتية. وأخيرا، دعا المجلس إلى إنشاء المجلس الدولي للمشورة والمراقبة، وكرر التأكيد على الحاجة إلى استخدام صندوق تنمية العراق بطريقة شفافة.

## روابط خارجية
- نص القرار في undocs.org